# Punta Andressen
Punta Andressen ist eine Landspitze im Port Foster von Deception Island im Archipel der Südlichen Shetlandinseln. Sie bildet die südliche Begrenzung der Pendulum Cove.
Wissenschaftler der 9. Chilenischen Antarktisexpedition (1954–1955) errichteten hier ein Leuchtfeuer und benannten sie nach dem Norweger Adolf Amandus Andresen [sic!] (1872–1940), Geschäftsführer der Walfanggesellschaft Sociedad Ballenera de Magallanes im chilenischen Punta Arenas.